# Staatspokal von Rio de Janeiro
Der Staatspokal von Rio de Janeiro (port: Copa Rio) ist der Fußballverbandspokal des Bundesstaates Rio de Janeiro in Brasilien. Er wird seit 1991 vom Landesverband der Federação de Futebol do Estado do Rio de Janeiro (FERJ) ausgerichtet. Er ist nicht mit dem Pokalwettbewerb der Taça Rio zu verwechseln.

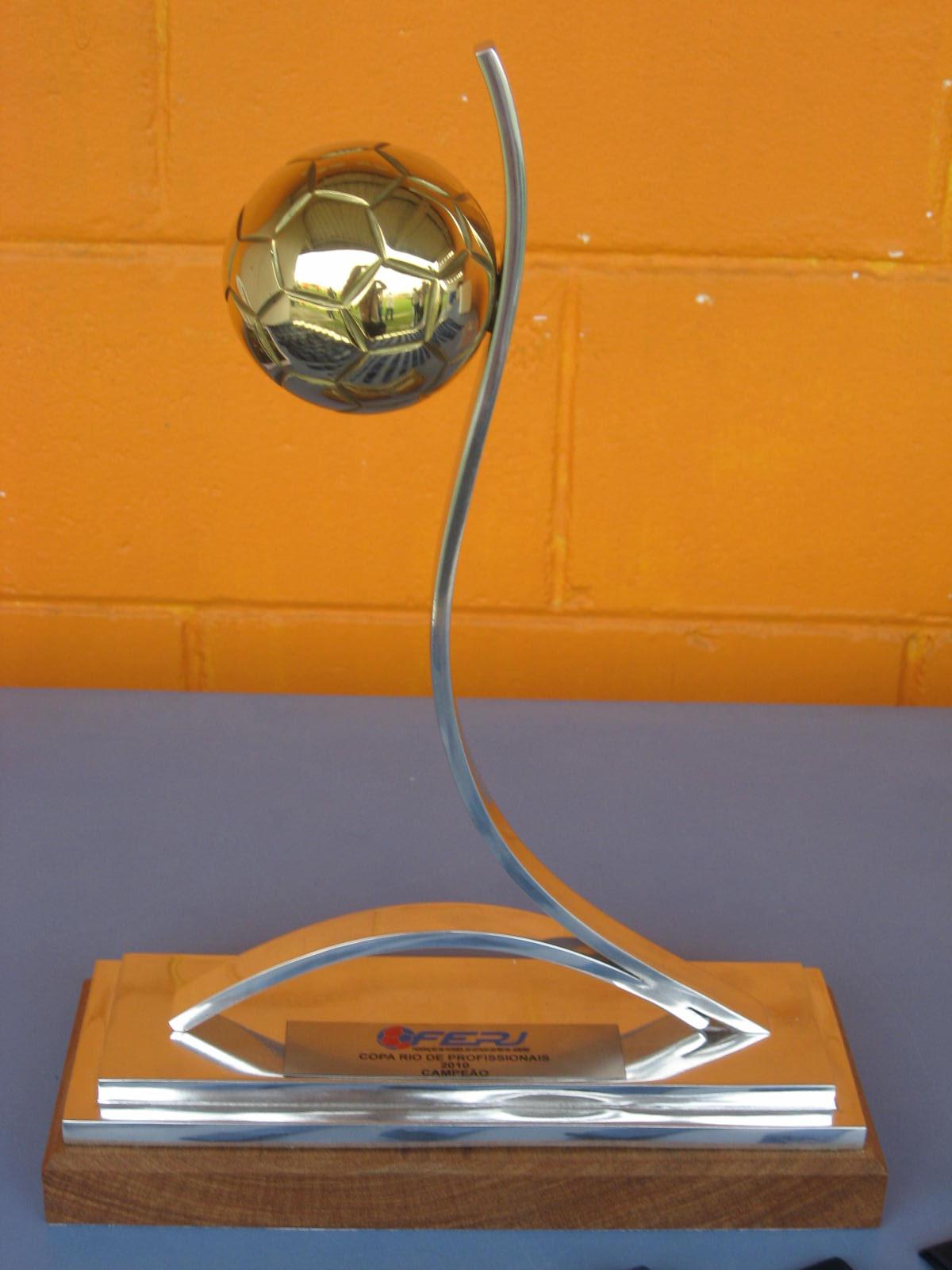
Die Trophäe der 2010 gespielten Copa Rio, die von Sendas Pão de Açúcar, heute Audax Rio de Janeiro, gewonnen wurde.

Der Einzug in das Finale des Staatspokals ist mit der Qualifizierung für die Série D der nationalen Meisterschaft Brasiliens und für den nationalen Pokalwettbewerb, die Copa do Brasil, verbunden, wobei dem Finalsieger das Wahlprivileg zufällt.

## Pokalhistorie

### Gewinner nach Jahren
| - 1991 – Flamengo Rio de Janeiro - 1992 – CR Vasco da Gama - 1993 – CR Vasco da Gama - 1994 – Volta Redonda FC - 1995 – Volta Redonda FC - 1996 – Rubro Social EC - 1997 – Duquecaxiense FC - 1998 – Fluminense Rio de Janeiro - 1999 – Volta Redonda FC - 2000 – AA Portuguesa - 2001 – nicht ausgetragen - 2002 – nicht ausgetragen - 2003 – nicht ausgetragen - 2004 – nicht ausgetragen - 2005 – EC Tigres do Brasil - 2006 – nicht ausgetragen - 2007 – Volta Redonda FC - 2008 – Nova Iguaçu FC - 2009 – EC Tigres do Brasil - 2010 – Sendas Pão de Açúcar | 0 | - 2011 – Madureira EC - 2012 – Nova Iguaçu FC - 2013 – Duque de Caxias FC - 2014 – Resende FC - 2015 – Resende FC - 2016 – AA Portuguesa - 2017 – Boavista SC - 2018 – Americano FC - 2019 – Bonsucesso FC - 2020 – nicht ausgetragen - 2021 – AF Pérolas Negras - 2022 – Volta Redonda FC - 2023 – AA Portuguesa - 2024 – Maricá FC |

### Statistik
| Titel | Verein                    |
| ----- | ------------------------- |
| 5     | Volta Redonda FC          |
| 3     | AA Portuguesa             |
| 2     | CR Vasco da Gama          |
| 2     | EC Tigres do Brasil       |
| 2     | Nova Iguaçu FC            |
| 2     | Resende FC                |
| 1     | Flamengo Rio de Janeiro   |
| 1     | Rubro Social EC           |
| 1     | Duquecaxiense FC          |
| 1     | Fluminense Rio de Janeiro |
| 1     | Sendas Pão de Açúcar      |
| 1     | Madureira EC              |
| 1     | Duque de Caxias FC        |
| 1     | Boavista SC               |
| 1     | Americano FC              |
| 1     | Bonsucesso FC             |
| 1     | AF Pérolas Negras         |
| 1     | Maricá FC                 |